# 두시탈출 컬투쇼
《두시탈출 컬투쇼》는 SBS 파워FM(전국, 수도권 기준 FM 107.7㎒)에서 매일 오후 2시부터 오후 4시까지 방송되는 연예오락 전문 라디오 프로그램이다. 방송 초기부터 방청객들 앞에서 공개 방송을 진행하는 방식을 채택하고 있다. 단, 이 프로그램은 모두 전국방송이다.

## 설명
조용히 진행하며 노래를 소개하는 다른 라디오 방송들과는 달리 시끌벅적한 분위기와 솔직하고 재치있는 이야기와 사연, 그리고 독창적인 코너들 때문에 큰 인기를 얻었다. 특히 코미디언 출신답게 사연을 읽을 때 과장된 연기와 함께 재치있는 입담을 섞어가며 읽었기 때문에 녹음되어 인터넷에 퍼졌고 유명세를 타게 되었다. 그 때문인지 한때는 일주일 내내 사연을 읽는 코너만 방송되고 노래 한 곡 없이 2시간 동안 수다만으로 채워서 일부에게 비판이 일기도 했으나, 최근에는 다각도의 코너를 만들어 청취자의 참여를 유도하고 있다. 동시간대 청취율 1위는 물론이고, 전체 라디오에서도 청취율 1~2위를 다투고 있다.
2007년에는 진행자인 컬투가 SBS 라디오 스타상을 받았으며, 2008년에는 메인 작가인 김주리 작가가 SBS 라디오 작가상을 받았다. 2014 SBS 연예대상에서는 컬투쇼가 방송사 연예대상 시상식 사상 최초로 TV 프로그램이 아닌 라디오 프로그램으로 최우수상을 수상하는 역사적인 기록을 남기기도 했다.
이 프로그램은, 키 스테이션인 SBS를 비롯한 9개 지역 민방 네트워크를 통해서 전국적으로 일제히 송출하고 있다. 단 KNN 파워FM(부산 · 경남), TBC 드림FM(대구 · 경북)의 경우 프로야구 경기가 열리는 2017년 3월 31일부터 9월 17일까지 일요일 및 공휴일에는 동시간대에 프로야구 자체 중계로 인해 두시탈출 컬투쇼를 청취할 수 없었다.

## 코너

### 매일 코너
이 코너는 생방송으로 진행하는 월요일부터 목요일까지 매일 1,2부(오후 2시 ~ 오후 3시)에 진행하는 코너를 말한다. (만일 1부부터 게스트를 초대하는 날일 경우 진행되지 않는다.)
- 특별 초대석

월~목 매일진품명품, 행번행전 코너를 하지 않으면 1,2부 특별초대석에 하는 경우에 있다.
- 매일진품명품

월~금요일 1부 코너로, 방청객 인터뷰와 사연진품명품을 섞어 놓은 형식이다. 방청객들과 인터뷰를 나누고나서 출연진이 사연을 읽은 후 인터뷰를 했던 방청객들의 감정을 받는다. 사연은 한두개가 읽힌다.
- 모시는 사연

청취자가 남긴 재미있는 사연을 읽는 시간으로 매일 1~2개 정도를 읽고 있다.
- 행번행전(행운의 번호 행운의 전화)

월~수요일 2부 코너로, 청취자에게 전화를 걸어 속담 퀴즈 형식으로(ex) 뛰는놈 or 얌전한) 문제를 내어 맞추면 백화점 상품권 5만원을 주고, 전화만 받고 못 맞추면 백화점 상품권 만원을 준다. 백화점 상품권을 주기 때문에 인터뷰는 하지 않는다.
아예 전화를 안받았을 경우엔 선물이 없다.
청취자 5명 이상이 속담을 맞추면 컬투 노래가 2부 끝곡으로 나간다.
만약 행번행전을 하는 날에 게스트가 와서 못하게 되면 그 행번행전은 목요일로 연기된다.
현재는 속담 대신 노래 맞히기로 바뀌었다.
- 컬투작명소

목요일 2부 코너로, 주로 물건의 이름을 지어준다.
- 똥꼬무

금요일 2부 코너한정로,[잠정폐지]
- 방청객 & 청취자 문자 소개

매주 월~목요일 방송에서 하루마다 다른 주제를 정해 방청객들과 청취자들에게 그 주제와 관련해서 일어났던 일들을 문자로 받고 읽어준다. 방청을 온 방청객들에게는 방송이 시작하기 전, 먼저 주제를 미리 알려준 후에 문자를 받고 소개된 문자의 주인공들과 실시간으로 직접 인터뷰를 갖기도 한다.
금요일 방송에서는 방청객들과 인터뷰만 진행하는 방식으로 이뤄진다.
- 컬투쇼 또 다시 듣기

초창기인 2007년부터 재미난 사연들을 하루에 한개씩 소개하는 코너이다. 지금은 매주 금요일 3부 시작전 방송중이다.
- 라쇼핑 (비정기 코너)

### 요일별 코너 (3·4부 - 오후 3시 ~ 오후 4시)
현재 방송 중인 요일별 코너는 다음과 같다.
- 월요일 : 대환상 파티
- 화요일 : 중간만 가자 (한해)
- 수요일 : 사연 진품명품 (최재훈)
- 목요일 : 특선 라이브
- 금요일 : 컬택시 (2부) (박성광), 손해사정史 (3·4부): 빽가
- 토요일 : 빽투더 컬투쇼 (1·2부), 사랑의 컬센타 (3·4부)
- 일요일 : 팩트체크! 하드를 털어라 (1·2부), 게시판을 털어라 게털! (3부) 곽범, 이창호, 추적 30분 (4부)

- 월.남.쌈 (월요일)

월요일 남자들의 쌈. 연애하다가 생긴 웃긴일들을 사연으로 받아 소개하는 코너다. 게스트인 뮤지는 성대모사로 유명한데 이 코너에서도 매주마다 성대모사를, 특히 조용필 성대모사를 한다. DJ 정찬우는 개인적으로 뮤지의 조용필 성대모사를 매우 좋아하며 청취자들도 게시판에 조용필 성대모사를 요구한다. 뮤지의 조용필 성대모사는 대사나 모창을 하고 마지막 부분에 '바운스'를 꼭 붙인다. 이것은 문장의 마침표 역할을 한다. 최근에는 뮤지가 다른 뮤지션들과 함께 시집 형태의 랩동요집을 발표하면서, 대표곡인 '동그랑땡'의 일부분을 조용필 성대모사로 부르는 부분도 있었다. 이 앨범이 발표된 후에는 라이브 무대를 갖기도 했었다. 최근에는 고정 게스트로 개그맨 문세윤이 추가되었다.
- 퀴즈 테마파크 컬투월드 (화요일)

그날 있었던 사연 포함 퀴즈를 통해 또한 예측을 하면서 상품을 주는 형식이다.
- 사연 진품명품 (수요일)

최장수 인기 코너로, 초대손님인 가수 최재훈과 함께 사연을 읽고 사연에 대한 웃음의 강도를 가격으로 평가하여 선물을 주고 있다. 가격은 최소 0원에서 최대 10만원이다. 가끔 너무 재미없는 경우에는 이따위 사연을 공중파에서 읽어 줬으니 5만원 입금시키라라고 요구하거나, 왜 이 사연을 보냈는지 만나보고 싶으니 꼴도 보기 싫니 꼴도 보기 싫으니 알 거 없니 알 거 없으니 로비로 나오라라고 하기도 한다. 이것은 너무 재미없는 사연을 말하는 로비사연이라는 신조어를 낳았다.
로비사연의 수준에는 달하지 않지만 재미없는 사연은 구기거나 찢기도 한다.
유명한 사연으로는 '매운만두 물만두 ', '생식체험', '곽부용', '지하철 치한 사건' 등이 있다.
- 특선 라이브 (목요일)

매주 가수를 1팀에서 4팀(보통 2~3팀)을 초대하여 라이브로 노래를 하는 시간이다.
다른 라디오의 라이브 방송과는 달리 노래에 대한 이야기는 거의 하지 않고 일반적인 수다를 떨다가 갑자기 노래를 시키는 방식으로 진행된다. (~(가수 이름) 노래하세요!)
방송이 나가는 사이에 청취자들에게 게스트의 목격담을 문자로 받고 소개해준다. 게스트들은 방송을 하고 있으면 어느샌가 포털사이트 검색 순위 1위에 오르기도 한다. (컬투가 요구할 때도 있고, 그렇지 않고도 1위에 오르는 경우가 다수다.)
- 컬투 의상실 (금요일, 2부)

사연을 통해 한혜연 디자이너가 직접 추천한다.
- 덕이(금요일)

우결의 후속으로 김민경이 그대로 나오며 청취자들이 말 그대로 덕후를 자칭해서 사연을 채택한다. 심형탁은 2019년 3월 22일부로 하차하였다.
- 줄 수 있는 게 이 노래 밖에 없다 (금요일)

청취자들의 사연을 미리 받아 노영주 보컬트레이너에게 4주간 트레이닝을 받고 방송에서 직접 그 노래를 불러주고 싶은 사람에게 세레나데 형식으로 불러주는 시간이다.
매달 마지막 금요일에 방송된다.
- 쇼단원 뉴스 (토요일)

청취자들의 자잘한 소식들을 전하는 코너이다.
- 컬투쇼 명작 다시듣기 (토요일)

컬투쇼의 유일한 다시듣기 코너이다. 재미있었던 코너나 사연을 매주 PD가 선정하여 재방송한다.
DJ 컬투가 개인적으로 가장 좋아하는 코너이다. 아무것도 안하는데도 돈이 들어오기 때문이다 = 날로먹을 수 있어서
- 콩트몬 고! (토요일)

토요일 3, 4부에 진행되는 코너이다. 증강현실게임의 아이디어를 통해 사연을 출연진들이 직접 역할분담을 통해서 캐릭에 맞게 읽어주는 형식으로 선정은 녹음기준 (화요일) 방청객들이 직접 투표한다. 여기서 1등을 차지한 출연진은 PD카드로 주는 형식.. 2018년 6월 23일 방송분부터 매주 토요일로 방송된다.
- 주관 베스트 (일요일)

일요일 1,2부에 진행되는 코너이다.
코너의 제목은 주간(週刊) 베스트가 아니라 주관(主觀) 베스트로, 매주 진행자인 컬투의 주관으로 다음 주에 할 코너의 주제를 선정하고, 그 주제에 맞는 사연을 PD의 주관으로 선정하여 방송하게 된다. (다른 코너들은 작가들이 사연과 진행 내용을 결정한다.)
매주 1등을 뽑는 것도 다른 코너들과의 차별점이라고 할 수 있다.
청취자들은 사연을 보내면서 그 사연의 내용에 반전있는 신청곡들을 신청한다.
- 스타와 토킹 어바웃 (일요일)

스타를 게스트로 초대하여 이야기를 들어 보는 시간이다. 컬투 두 사람의 수다로 인해서 초대손님은 반 실신상태로 실려 나간다. 초반에는 초대손님들의 신체 일부를 기증받았으나 현재는 하지 않고 있다. 2018년 6월 23일 방송분부터 매주 일요일로 방송된다.

### 현재는 사라진 코너들
- 사연3종셋트, 황당엽기발랄

2009년 4월 21일부터 방송된 코너이다.
황당하고 엽기에 발랄한 사연을 소개하는 코너로, 코너가 없어져 실직자가 된 세 명의 초대손님을 구제하는 의미로 제작되었다. 사연 진품명품과 비슷한 주제의 코너였으며, "진상극장"이라는 코너로도 진행되었다.
2009년 5월 1일부터는 화요일에서 금요일로 방송시간이 변경되었다. 2009년 5월 1일에는 컬투쇼가 3주년이 되는 날이라, 로비사연 특집으로 방송되었다.
- 사랑의 고스톱

2008년 5월 13일부터 2009년 4월 7일까지 방송된 코너이다.
연인과 헤어져야 할까 말까 고민하는 사람이 사연을 보내면 컬투와 게스트가 콩트식으로 사연을 읽어주고 청취자들이 계속 사귈지(GO) 아니면 헤어질지(STOP) 투표해주는 코너이다.
3개의 사연을 방송하는데 3개의 사연이 모두 GO가 나오면 3고가 되어 선물을 두 배로 주며 사연을 보낸 사람이 이름을 공개하면 흔들기가 되어 또 선물을 두 배를 주었던 코너였다. 그러나 컬투의 부상으로 해체되고 만다. 2014년에 컴백했다.
- 히어링의 왕, 돌아온 히어링의 왕

‘히어링의 왕’은 ‘돌아온 히어링의 왕’으로 다시 시작되어 2009년 5월 4일부터 2009년 6월 29일까지 방송되었다.
팝송의 일부분을 들려주고 그 부분을 소리나는 대로 한글로 옮겨적는 게임이다. 진행자 정찬우를 “히어링의 왕”으로 모시고 “우매한 백성들”에게 “올바른 히어링”을 알려주고, 영어를 잘 하는 초대손님을 보조로 임명하여 “잘못된 히어링”과 그 뜻을 알려준다.
- 미친상담소

미친상담소는 2006년 6월 6일에 가수 이정과 함께 시작했으며, 지금까지 시즌3까지 제작되었다.
독특한 피상담자들이 나타나서 진행자들에게 상담을 요청하는 내용인데, 처음 제작되었을 때는 가장 획기적인 라디오 코너로 주목을 받았으나, 갈수록 라디오 패널이라고 칭할 수 없을 만큼의 사람들의 출연이 정형화되어 인기를 잃게 되었다.
- 무보장! 무책임! 블라인드 데이트

이 코너는 2009년 7월 20일부터 2010년 4월 5일까지 방송되었다.
이전에 월요일 코너를 진행하던 캔이 이어 진행하는 코너로 미팅을 원하는 청취자가 자신의 신체중 가장 자신있는 부위의 사진과 이상형을 올리면 남자 한명, 여자 한명을 선발하여 전화로 미팅을 주선해주는 코너이다.
2009년 10월 19일 방송에서 맞선남이 연기자 '김지석'의 사진을 자신의 사진이라고 올려 물의를 빚었다. 이때 고릴라 게시판과 문자로 많은 청취자들이 가짜라고 제보했으나 마침 그날 방송이 생방송인 척하며 녹음방송이 나가고 있어서 문제가 더 커졌고 컬투는 다음날 방송에서 사과했다. 이로 인해 2009년 10월 26일에는 이 코너가 중단되고 "급구! 아르바이트"라는 코너가 진행되었다. 구직자와 회사의 구인자를 연결 시켜주는 좋은 취지의 코너였으나 그다지 반응이 좋지 못해 다음 주인 2009년 11월 2일에 다시 코너가 부활하였다.
- 진상극장

이 코너는 2009년 10월 30일부터 2010년까지 방송되었다.
고영욱. 유채영이 진행하며 주마다 특정 장소를 정해 주제가 주어지며, 그곳에서 볼 수 있는 진상들에 관한 사연을 소개하는 코너이다.
다른 코너처럼 단순히 사연을 읽는 것이 아니라 컬투와 MC들이 리얼하게 연기하는 방식으로 코너가 진행된다.
- 틀리고 선물받자! 기습 퀴즈~

이 코너는 2009년 4월 17일부터 방송되었다.
다른 방송의 퀴즈 코너와는 달리 틀려야 선물을 준다. 첫방송에서는 대결하는 두 사람을 미리 연결해 두었다가 대결을 시키는 방식을 취했지만, 그 다음부터는 참여를 원하는 청취자에게 무작위로 전화를 걸어 문제를 내는 방식으로 변경되었다. 3부에서는 청취자가 올린 사연 중에서 자신들의 이목을 끄는 내용이나 혹은 자신이 재미있는 끼를 갖고 있다는 사람들 중에서 한 명에게 전화를 하고 4부에서는 실시간으로 문자 신청 사연을 받는 것 이외에 3부와 갇은 순서로 진행된다.
- 1단계 - 주관식 문제 (예시)

| “ | 1. 매년 음력 8월 15일은 추석입니다. 매년 음력 1월 15일은 대보름입니다. 그렇다면 매년 음력 1월 1일은 무슨 날일까요? (정답:설날) 2. 우리 속담에 <열번 찍어 안넘어가는 이것 없다>는 말이 있습니다. 여기서 이것은 무엇일까요? (정답:나무) 3. 춘향전에 나오는 이도령의 이름은 이몽룡입니다. 그렇다면 심청전에 나오는 심청이의 아버지 심봉사의 이름은 무엇일까요? (정답:심학규) | ” |

- 2단계 -있다/없다 문제 (예시)

| “ | 1. 금강산은 경치가 아름다워 4계절마다 불리는 이름이 있다? 없다? (정답:있다) 2. 소는 윗니가 있다? 없다? (정답:없다) 3. 불에 타는 다이아몬드가 있다? 없다? (정답:있다) | ” |

2009년 4월 17일 일자무식 퀴즈쇼, 노브레인 퀴즈라는 이름으로 첫 방송되었다. 2009년 4월 24일부터 현재의 이름으로 변경되었다. :2009년 4월 28일부터는 금요일에서 화요일로 방송시간이 변경되었다.
- 긴급사연 119

2부 처음에 시작하는 코너로, 쇼단원들이 남긴 긴급하고 짧은 사연을 Prezioso의 Emergency 911을 배경음악으로 틀어 두고 방영한다. 정찬우가 배경음악과 함께 이른바 긴급사연송을 부른다.
코너가 시작될 때에는 매번 청취자가 요구하는 알렸으면 하는 내용이 나오는데, 이 서비스는 밥먹으라고 하지 않으면 밥을 먹지 않는 뚜껑이라는 개에게 밥을 먹으라고 외쳐 달라는 청취자 사연에서 유래하였다. 그 내용으로는, 한 군인의 전역 날짜를 알려주거나, 치질 수술 날짜를 알려주거나, 술 끊어라, 김부장 입닫아라, 춘선아 졸지 마라, 물 많이 마셔라 등 많은 사연이 방송되었다.
- 익명 콜센터 (일요일)

일요일 3부에 진행되는 코너이다.
평소에하고 싶었으나 잘 하지 못했던 말들을 익명으로 목소리 변조 후 속시원하게 말할 수 있다.
- 9금 사연 - 9세 이상 금지사연 (일요일)

일요일 4부에 진행되는 코너이다.
아이들의 재미난 일기나 편지, 시, 표어, 숙제, 시험 답안 등 9세 미만 아동들의 순수한 모습을 소개해주는 코너이다. 방청객으로 온 아이들이 직접 사연을 읽어 준다.
- 따루와 아비가일 (일요일)

일요일 3부에 진행되는 코너이다.
따루 살미넨과 아비가일의 자기나라와 한국의 문화를 가지고 설명하고 비교하는 코너이다.
- 민하에게 물어보세요 (일요일)

일요일 4부에 진행되는 코너이다.
박민하와 함께하는 고민 상담코너이다. 이코너는 어린이의 시선으로 풀어고민을 읽어내는 코너이다.
- 오늘의 뻐꾸기

매일 정해진 주제에 맞는 재치있고 짧은 문자사연을 받는 시간이다. 문자는 #1077로 받으며(50원의 유료문자), 선정된 문자는 4부 마지막에 팝송 한곡을 배경음악으로 깔아두고 방송된다. 이 코너가 본방송이 끝나고도 청취자를 잡아두는 요인이 되고 있다. 번호를 가르쳐주면서 컬투가 방청객들에게 '샵일공칠칠~'이라고 하면, 방청객들이 '오십원'이라고 답하고, 다시 '긴 문자?!'라고 컬투가 물어보면 방청객들이 '백원~', 컬투가 '합쳐가지고~' 하면 방청객들은 '백오십원' 이라고 답하는 고딴 순서로 진행된다. 2014년 2월 25일부터 컬투가 추가로 '고릴라~' 하면 방청객들은 '무료'라고 응답하고 있다.
- 전국 쇼단원 모여라

전국 노래자랑의 패러디로써 전신인 컬투오락관의 형식과 비슷하다. 인터뷰에 선정된 네명의 방청객을 인터뷰하고 각각 사자성어의 한글자씩을 말하게 된다. 청취자들이 모든 글자를 조합한 사자성어를 맞히게 된다. 정답보다는 재치있는 오답을 소개하는 데 주안점이 있다. 전국 노래자랑의 패러디인 만큼 정찬우의 닉네임은 뒤숭숭해 김태균의 닉네임은 아리송해로 한다.
- 컬투 락페스티벌 (일요일)

일요일 3, 4부에 진행하며 가수의 콘서트 등에서의 라이브 음원을 틀고 컬투는 직접 현장에 있는 것처럼 연기하며 웃음을 준다. 저희는 해운대에 나와있습니다. 캐리(머라이어 캐리)야! 여기 좀 봐줘~
반응이 극과 극으로 갈린다. 미친놈들 같다는 반응과 너무 좋다는 반응이 있다.
- 웃음조작단 F4 시즌2 (일요일)

일요일 3, 4부에 진행하며 개그우먼 정이랑과 배우 권혁수가 게스트로 출연하며 그때마다 주어진 콩트를 재미있게 구사해 다음주 순위를 매긴다.
지난 시즌에는 개그우먼 정이랑과 딕펑스 멤버 김재흥이 게스트로 출연했다.
- 신인 발굴단 (매달 마지막 일요일)

매달 마지막 일요일 3, 4부에 진행하며 신인들이 나와서 노래와 각종 장기를 보이는 코너이다. 2018년 7월 1일부터 4부 한정으로 다시 부활했다.
- 오! 미퀴! (미친퀴즈) (화요일)

말 그대로 미친퀴즈다. 우리가 평상시에 생각하는 퀴즈의 형식에서 완전히 벗어난, 새로운 퀴즈의 형태를 제시한다. 'OO추리영역'의 형식으로 퀴즈가 나가는데 (ex) 심리추리영역, 달팽이관추리영역..) 똑같은 대사나 똑같은 소리 4개를 1~4번의 보기에 들려준 후, 전혀 엉뚱한 문제로 모두를 당황하게 만든다. 예를 들어, 똑같이 에어캡을 터뜨리는 소리를 4번 들려준 후, '가장 많이 터진 것은 몇번인가?'하는 형식이다. 또 컵에 물 따르는 소리를 역시 똑같이 4번 들려준 후, '주스를 따른 컵은 몇번?'같은 문제가 나오기도 한다. 보이는 라디오로 청취하던 사람들은 쉽게 맞힐 수 있을지 몰라도, 소리만 듣는 청취자들은 답을 맞추기가 쉽지 않다. '방청객추리영역'퀴즈에서는 4명의 방청객을 선정해 인사와 자기소개만 들려준 뒤, '오늘 점심에 짜장면을 먹은 사람은?'라는 식으로 문제가 출제된다.
이 코너를 처음 들은 사람들은 '이게 뭐하는 것인가?'하는 생각을 하지만, 점차 듣고 있으면 본인도 모르는 새에 빠져들게 되는 마성의 코너이다. 자신도 모르는 새에 문제를 맞히기 위해 보기에 집중해서 듣게 되고, 문제를 맞추면 희열 아닌 희열을 느끼게 되면서 빠져들게 된다는 것이다. 실제로 이 코너에 중독(?)된 청취자들은 방송이 시작한 후, 컬투와 이정의 인터뷰가 길어지면 '긴장 돼 미칠 것 같으니 빨리 문제나 내라'라는 식의 문자를 보내 문제출제를 재촉하기도 한다.
그 주에 나온 모든 문제를 다 맞힌 청취자 중 몇명을 뽑아 선물을 준다.
- 행번행차 (행운의 번호, 행운의 차트) (토요일)
- 우리 결정했어요 (금요일)
- 미친 제로게임 (화요일)
- 미친 가사 정산소 (화요일)

## 같이 보기
- 유민상의 배고픈 라디오 (SBS 러브FM)